# Ecomuseo delle ferriere e fonderie di Calabria
L'Ecomuseo delle ferriere e fonderie di Calabria è un progetto dall'ACAI (Associazione Calabrese Archeologia Industriale, con sede a Bivongi) nato nel 1982 ma la regione Calabria non ha mai dato un riconoscimento ufficiale, né i comuni dell'area ne hanno fatto richiesta configurando quindi l'ecomuseo come sola associazione culturale nonostante la prima legge regionale sugli ecomusei sia dal 2012. Ciò comporta l'esclusione da qualsiasi fonte di finanziamento regionale ma solo di finanziamenti dell'Unione Europea.
Scopo del progetto è quello della ricerca, studio, salvaguardia e promozione culturale del patrimonio dell'archeologia industriale calabrese, e in particolare di quello esistente nella vallata dello Stilaro, definita "culla della prima industrializzazione meridionale": l'ecomuseo intende valorizzare tutte le risorse presenti sul territorio da quelle forestali a quelle minerarie, dalle paesaggistiche alle monumentali, anche per un recupero delle radici culturali degli stessi abitanti del luogo.

## Storia

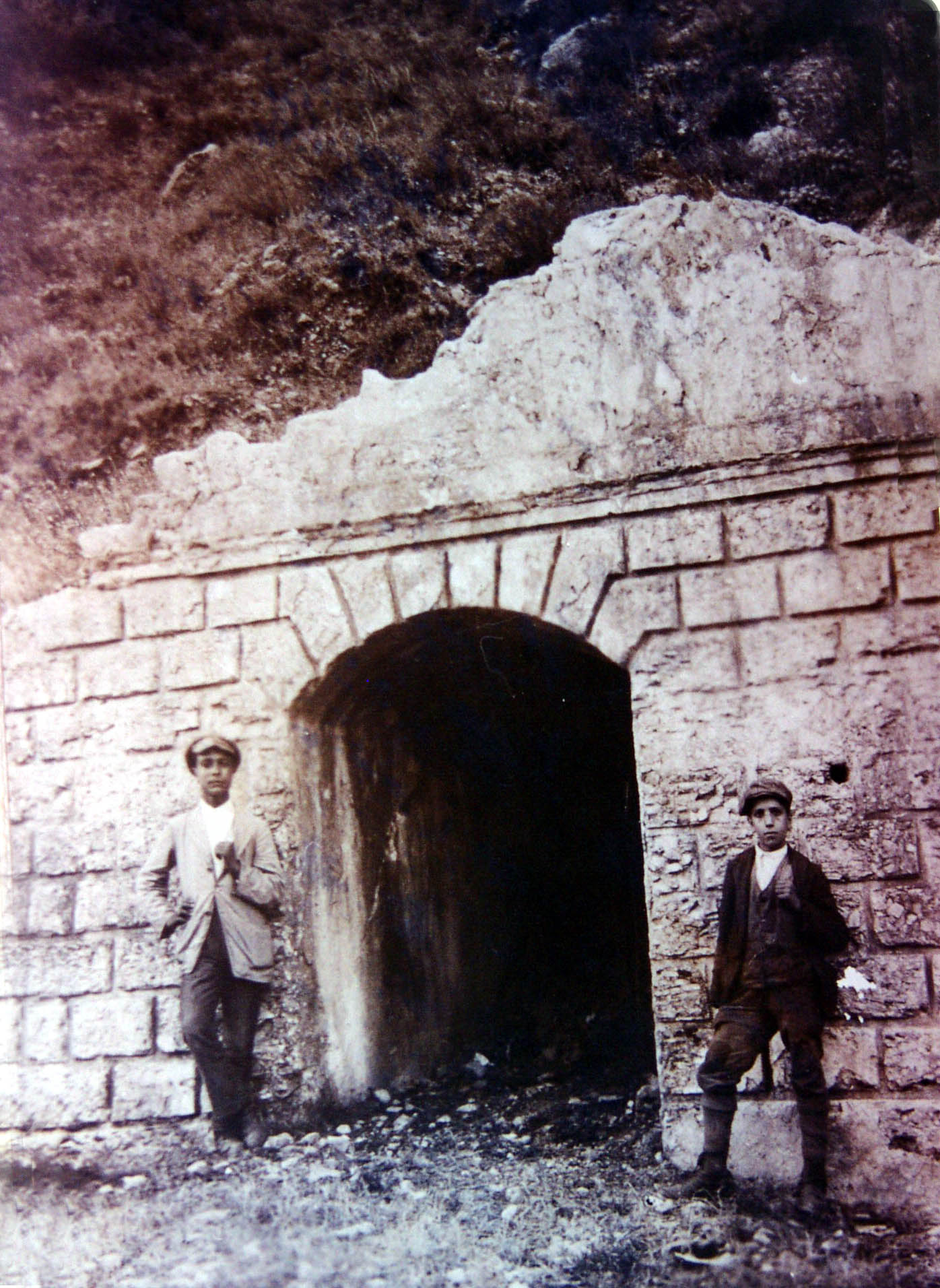
Miniera di Bivongi

La grande ricchezza mineraria del sottosuolo (ferro, molibdeno...) ha fatto sì che durante il corso della storia si sfruttasse questa risorsa con la creazione di ferriere, fonderie (come a Mongiana) e villaggi minerari (il villaggio Ziia, Campoli, frazione di Caulonia) e desse sviluppo a paesi come Pazzano e Bivongi. La zona si specializzò quindi nel campo della siderurgia e metallurgia.
La presenza di tali industrie ha attirato in quest'area, tra il XVI e il XIX secolo, numerosi tecnici specializzati e imprenditori, provenienti dai distretti minerari europei (in particolare da Francia, Belgio, Austria, Spagna) e italiani (da Toscana, bergamasco e bresciano). Ma la presenza di insediamenti minerari risale fin dall'epoca romana, per passare poi a quella bizantina, normanna, sveva, aragonese, angiona e borbonica per ultima.

## Oggi
Da alcuni anni, nel comune di Bivongi si recupera e restaura: un'antica bocca di miniera, una centrale idroelettrica del 1913, due mulini idraulici, un'antica conceria, già ferriera Fieramosca, una casa albergo, annessa a uno stabilimento termale. Nell'ex convento Basiliano San Giovanni Theresti a Stilo inoltre è attivo il "Museo di Archeologia industriale e della cultura materiale", il primo del genere nel Sud Italia. Con il Comune di Pazzano invece si ha intenzione di realizzare un museo della "Cultura mineraria". Il 27 marzo 2008 in un convegno a Stilo si discute della possibilità di mettere in opera a Pazzano un parco geo-archeo-minerario già discusso nell'agosto del 2007, mentre a Stilo il Parco del Ferro in zona Chiesa vecchia nel bosco di Stilo. A Pazzano si vuole anche realizzare un museo della Cultura mineraria. A giugno del 2008 sono iniziati i lavori per creare il museo.

## Le 5 aree
L'ecomuseo è dislocato su 5 aree:
- L'area verde boschiva di Stilo
- L'area rossa: Mongiana, Fabrizia e Serra San Bruno
- L'area arancione a Bivongi
- L'area marrone: Pazzano, Bivongi e Stilo)
- L'area blu: Monasterace

## Elenco delle attrazioni dell'Ecomuseo, divise per itinerario

### Itinerario delle acque e della metallurgia

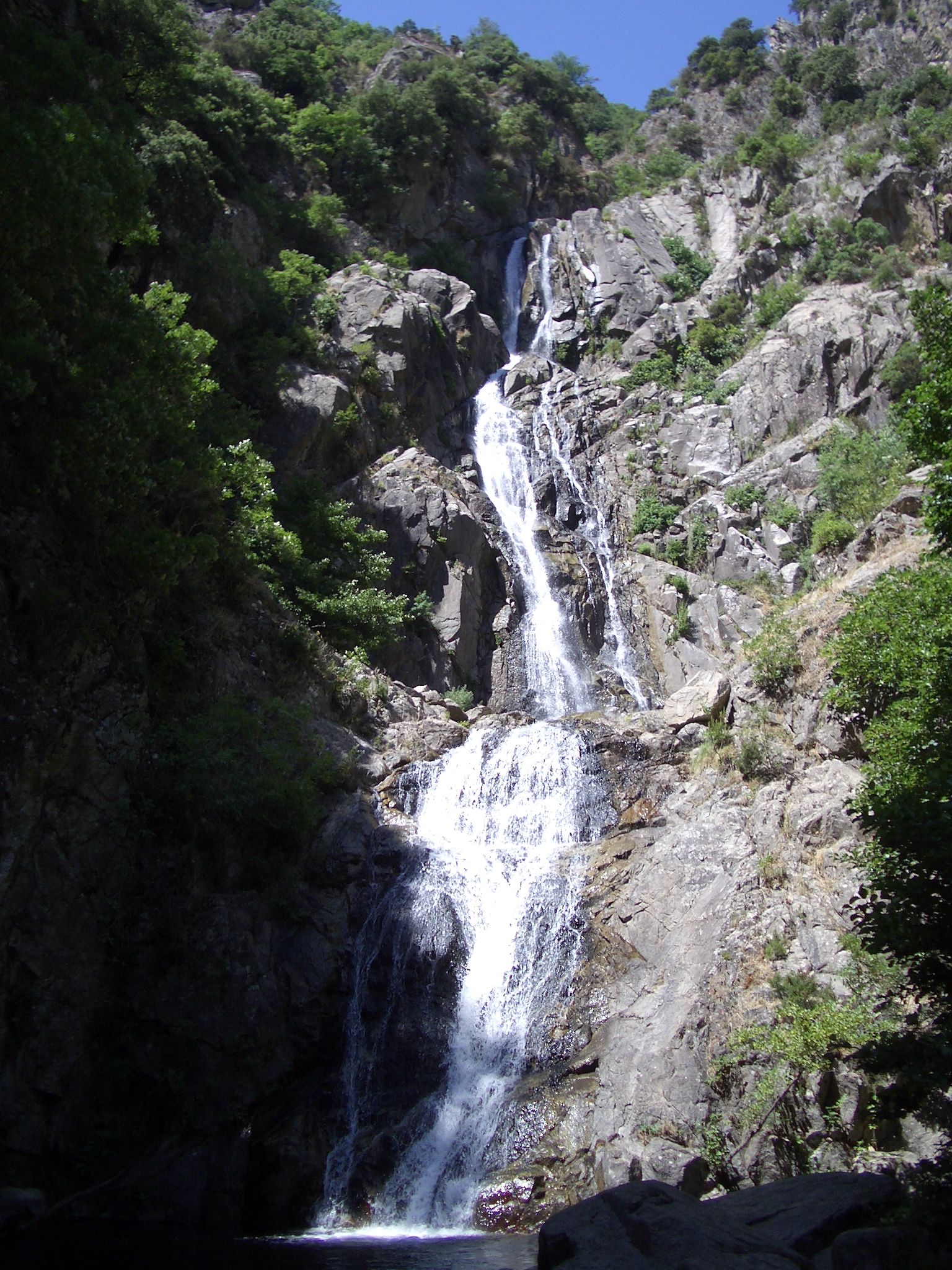
Cascata del Marmarico

- Mulinu do Furnu e Ferriera Fieramosca
- "Laveria" Impianto di flottazione
- Parco Nicolas Green
- Bagni di Guida
- Casa Albergo
- Centrale idroelettrica Guida
- Centrale idroelettrica Marmarico
- Cascata del Marmarico
- N°11, Condotte forzate delle dighe
- Ferriera Arcà e Azzarera
- Lago Giulia (lago artificiale)
- Fonderia Ferdinandea
- Chiesa Vecchia
- Villaggio Ziia

### Itinerario delle miniere

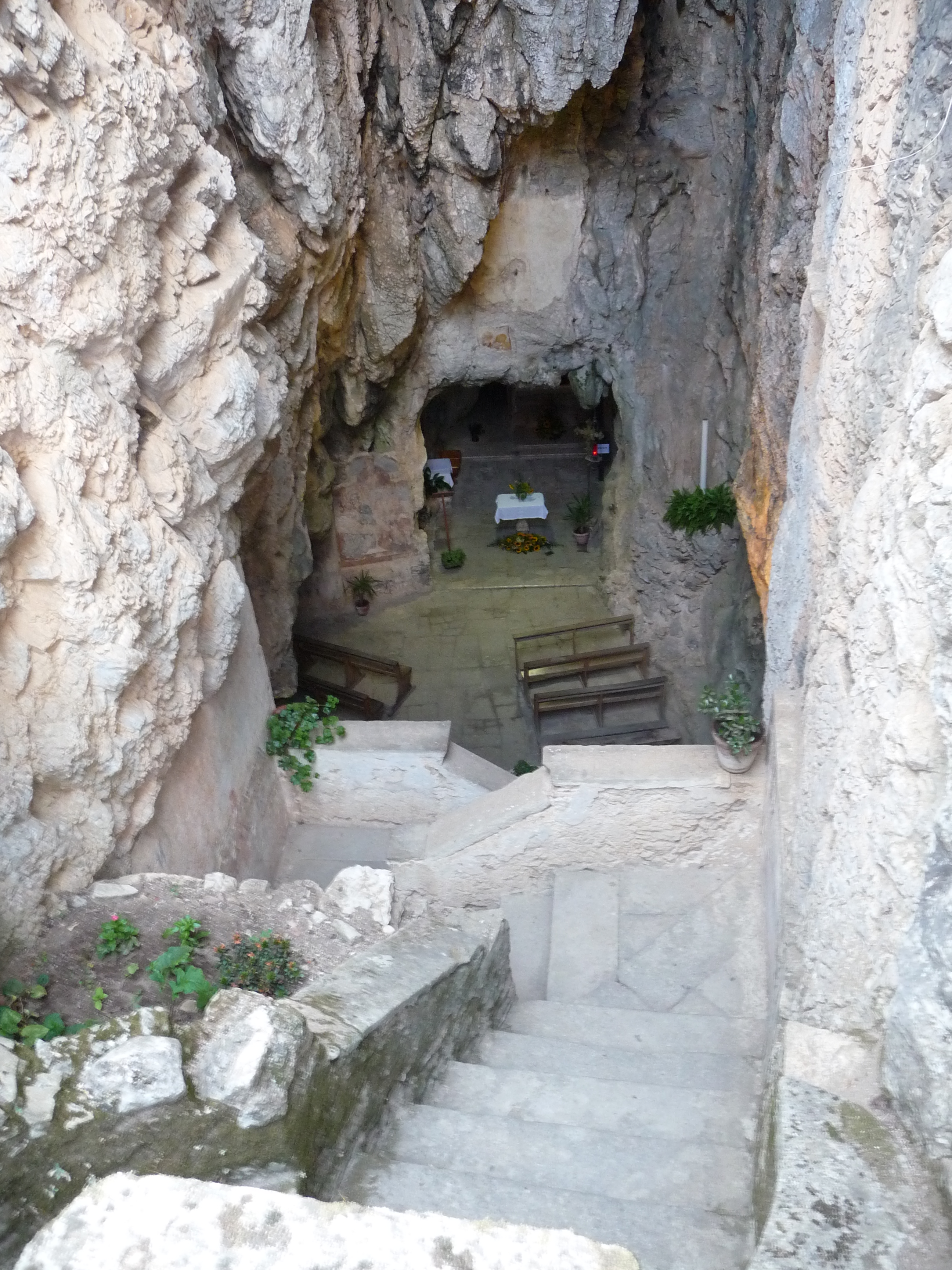
Grotta di Monte Stella

- Antica miniera con fornace nelle vicinanze
- Fontana Vecchia (o dei minatori)
- Cappella di San Rocco
- Grotta di Sant'Angelo
- Eremo di Monte Stella
- Area delle miniere e delle cave
- Mulino Vrisa

### Itinerario dei mulini

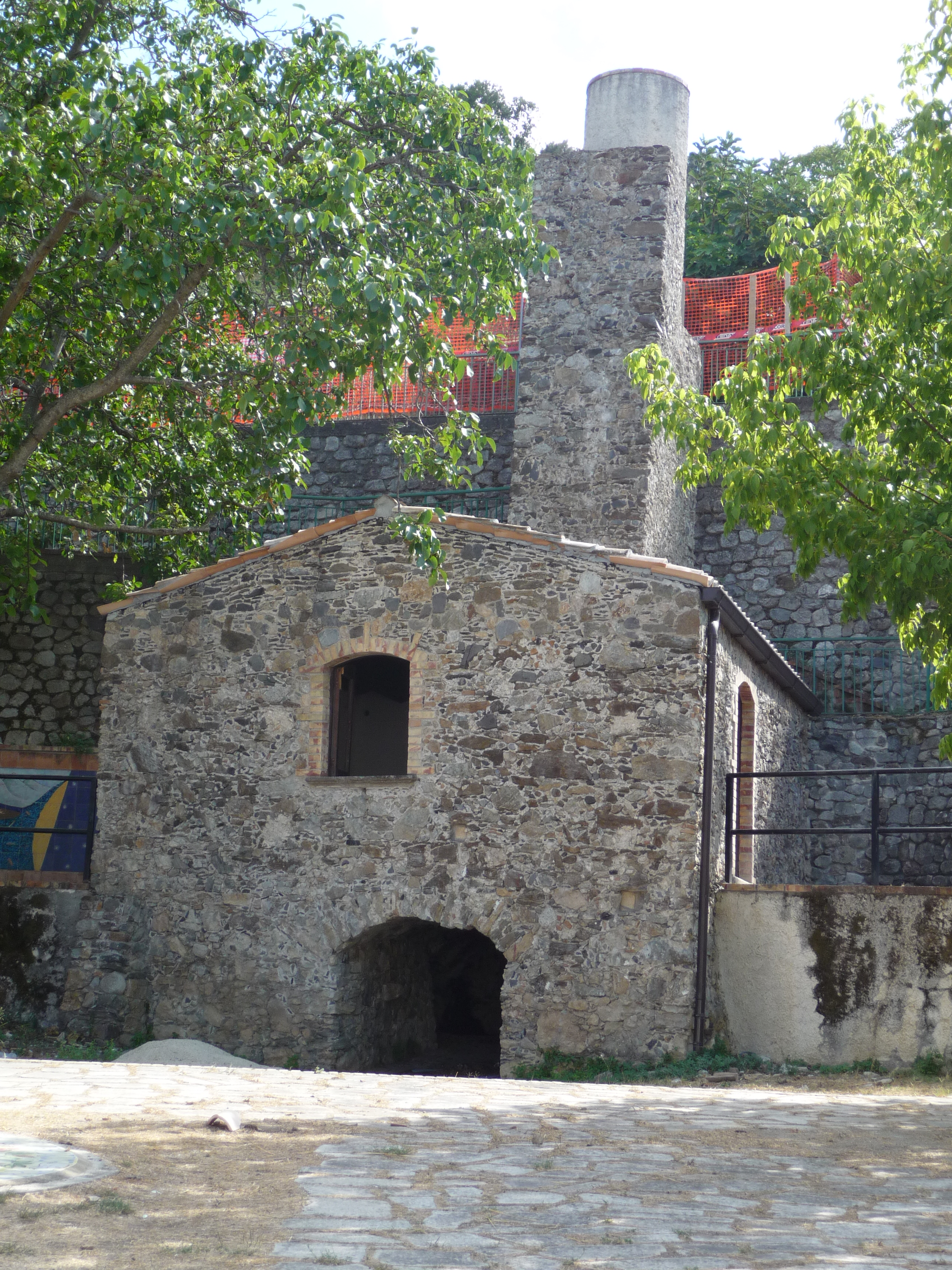
Mulino do Regnante

- Mulino do Regnante
- Mulino Gargano
- Mulino Poteda 1
- Mulino Poteda 2
- Mulino Mastru Cicciu
- Mulino Midia

### Itinerario religioso
- Cattolica di Stilo
- Grotta S.Nicola ed Ambrogio
- Kastrum Bizantino
- Castello Normanno
- Miniera Garibaldi
- Grangia degli Apostoli

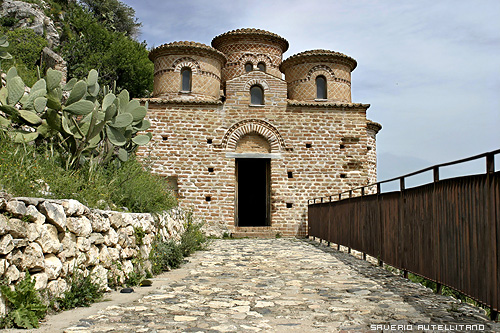
La Cattolica (Gentile concessione)

- Monastero di San Giovanni Therestis

## Galleria d'immagini

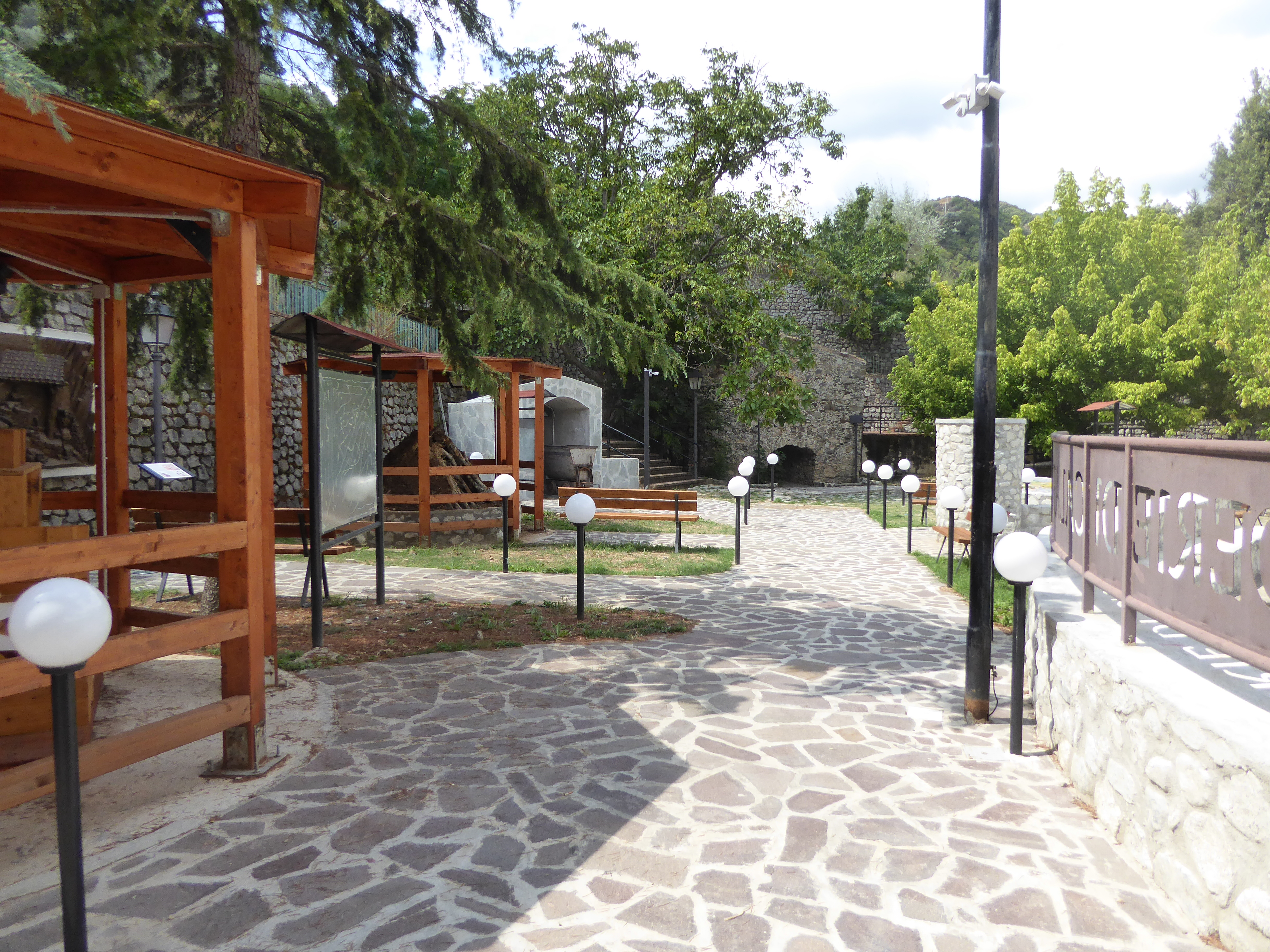
Ecomuseo a Bivongi (agosto 2016)
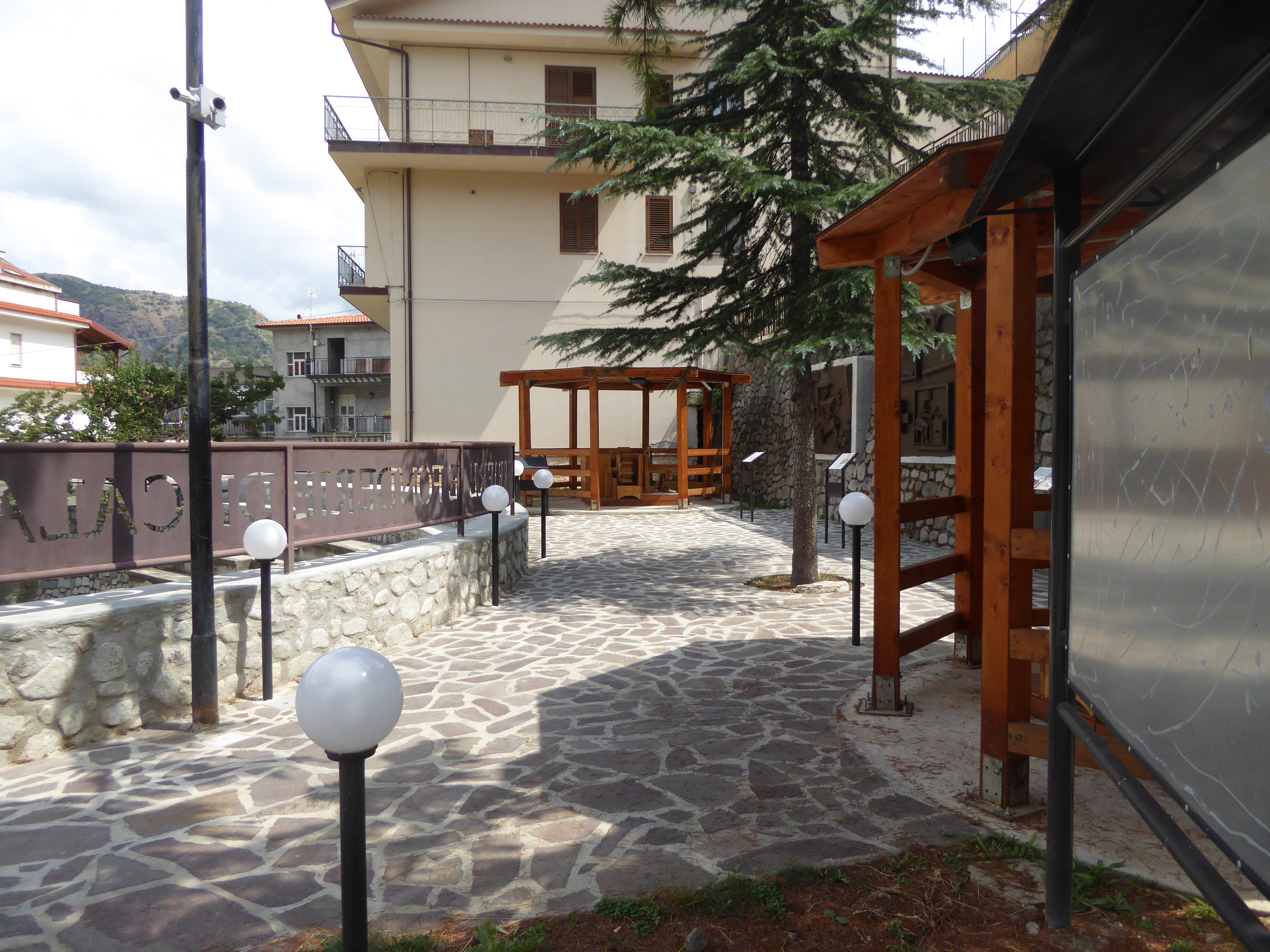
Ecomuseo a Bivongi (agosto 2016)
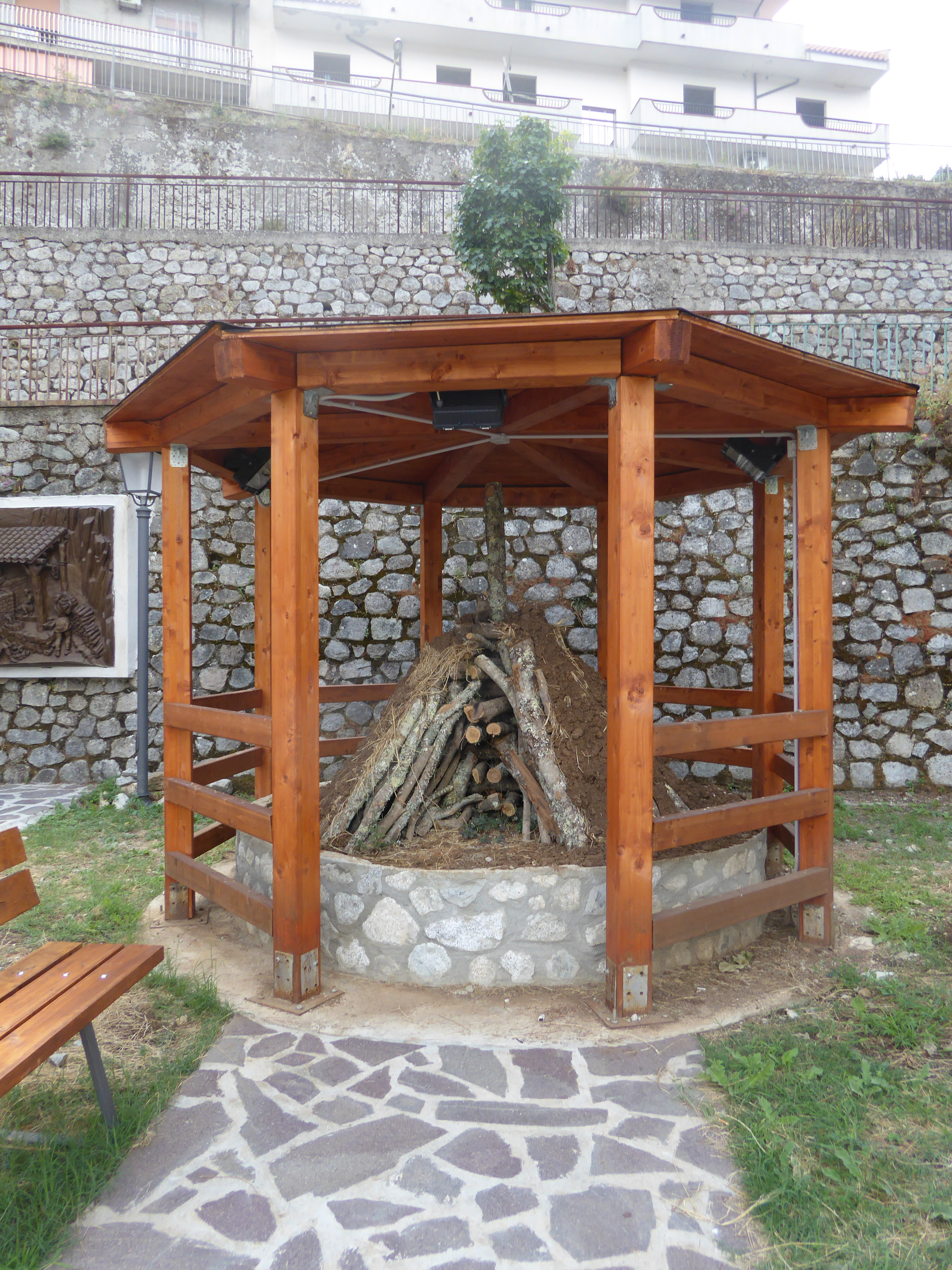
Modello di Scarazzu: tecnica con cui si creava il carbone nelle Serre calabre
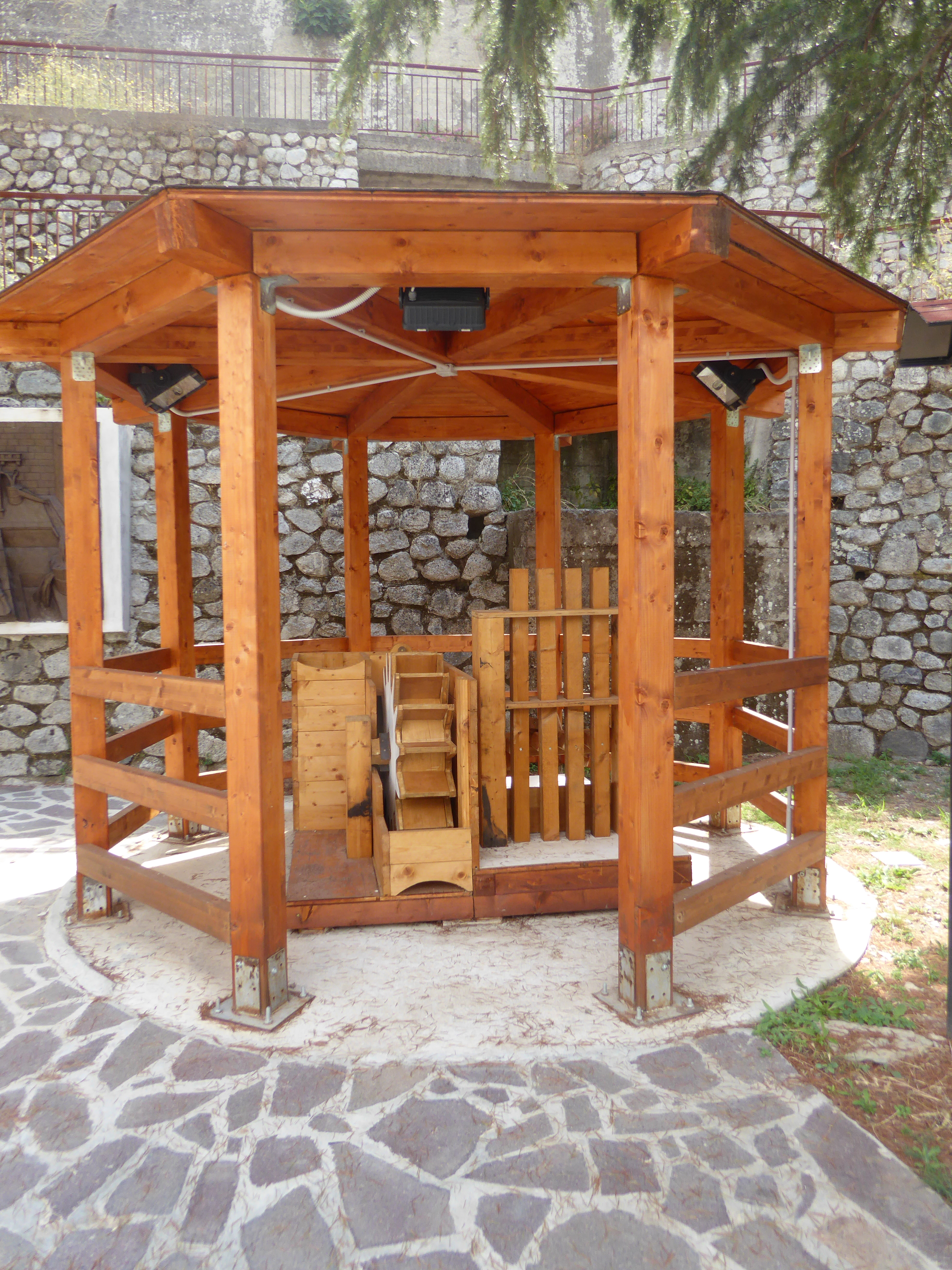
Modello di funzionamento di un mulino idraulico a Bivongi
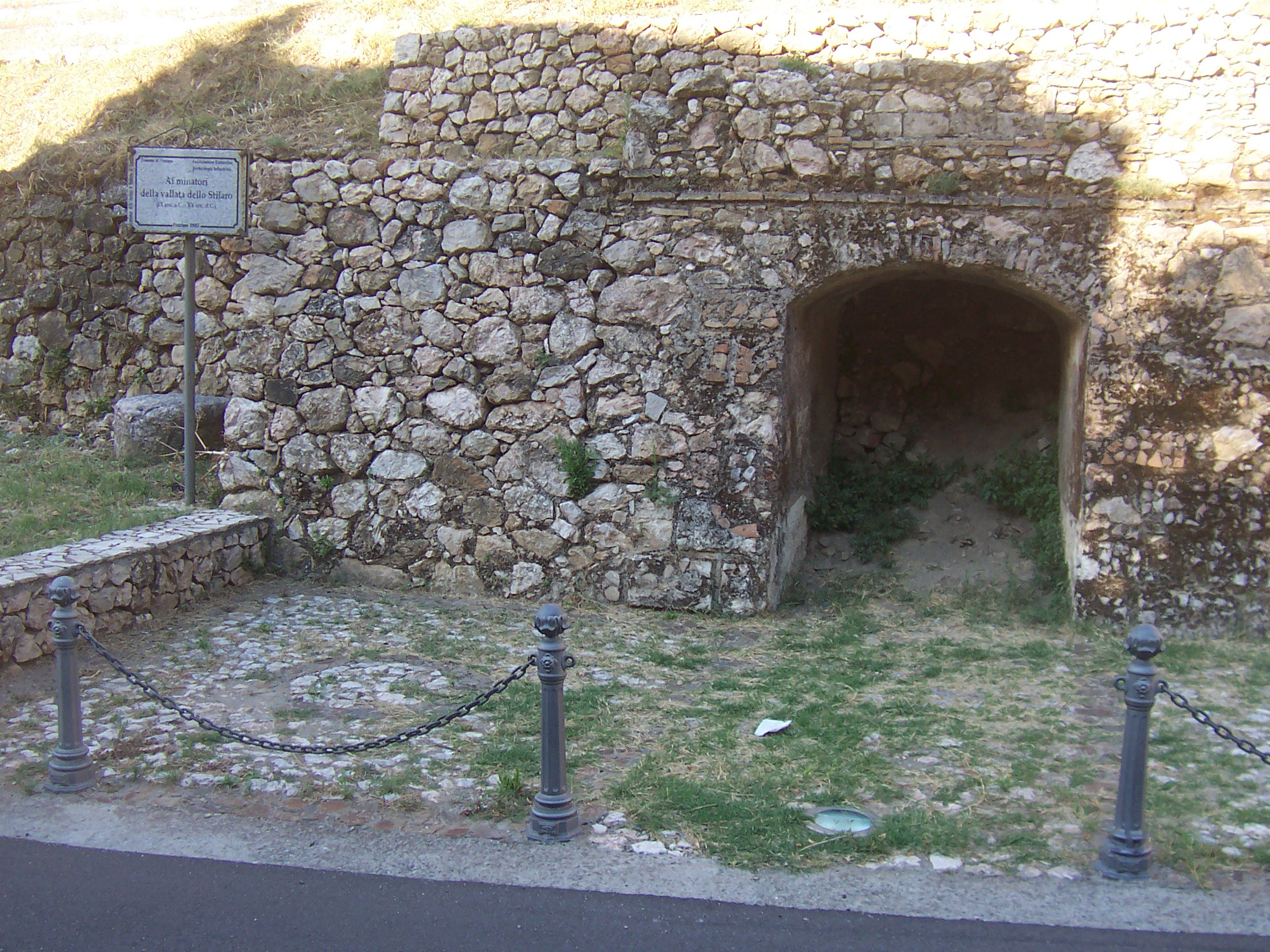
Antica bocca di una delle miniere di Pazzano
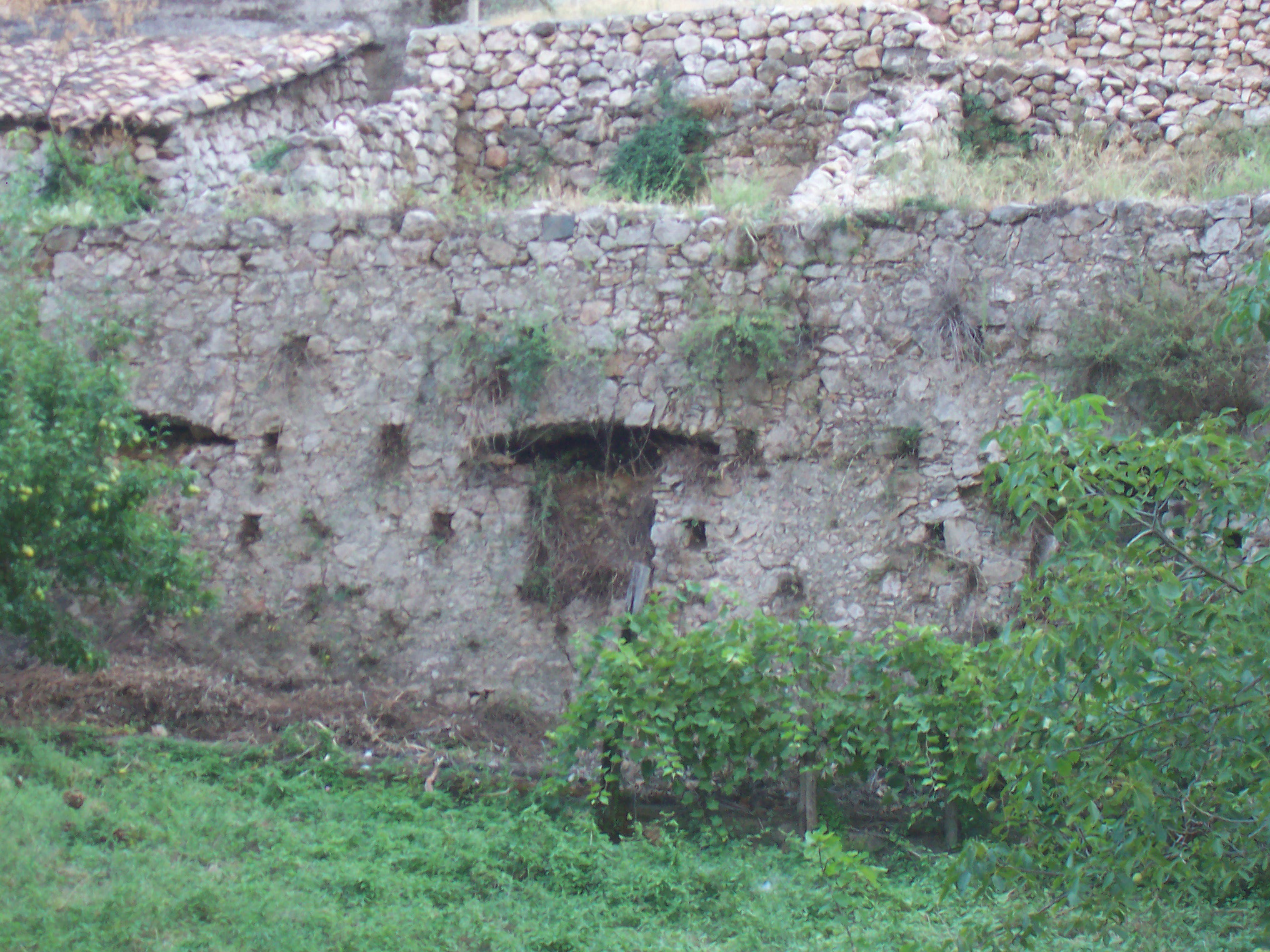
Resti della fonderia di Pazzano
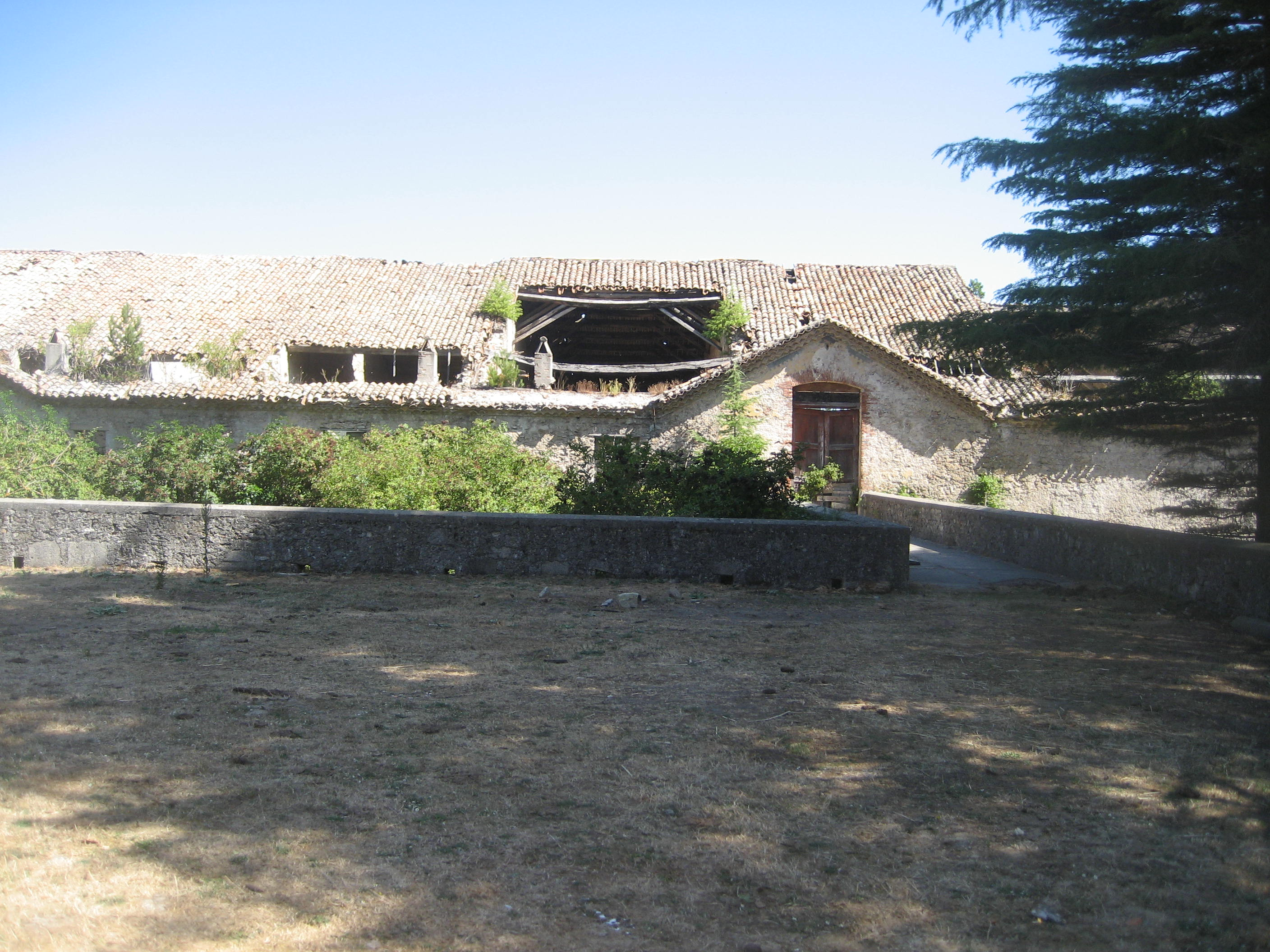
Antica fonderia a Ferdinandea da ristrutturare
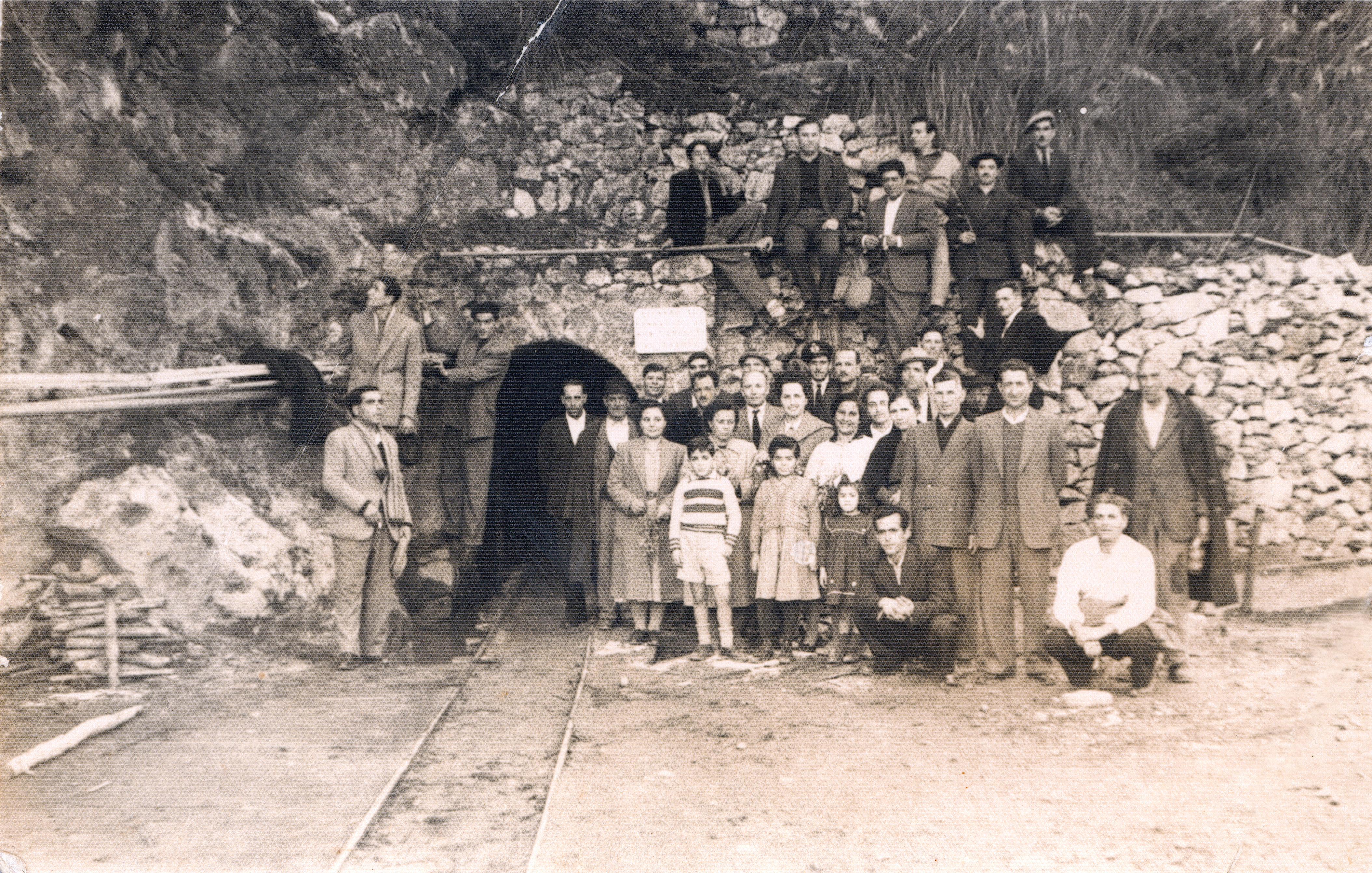
Miniera
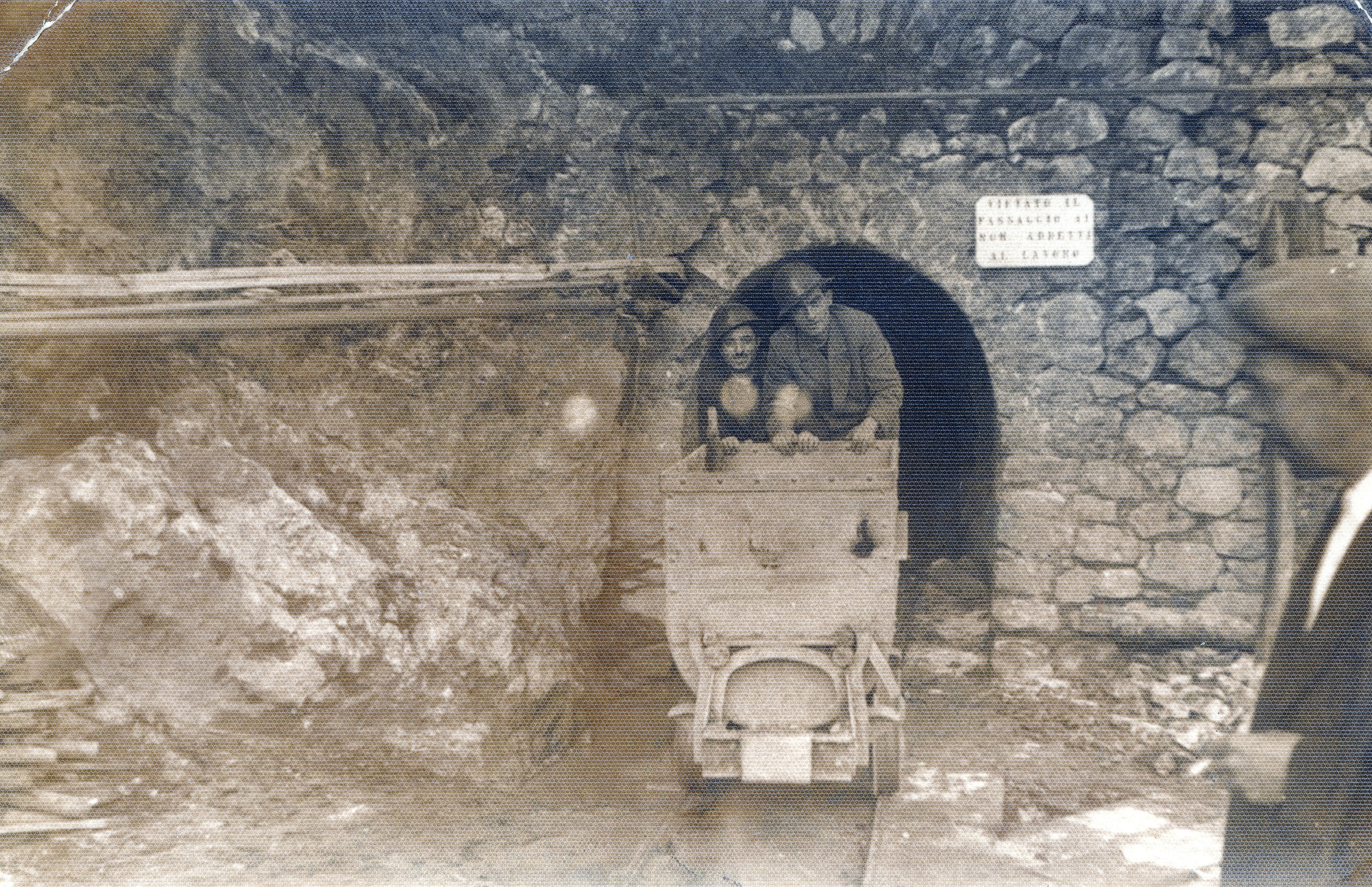
Miniera
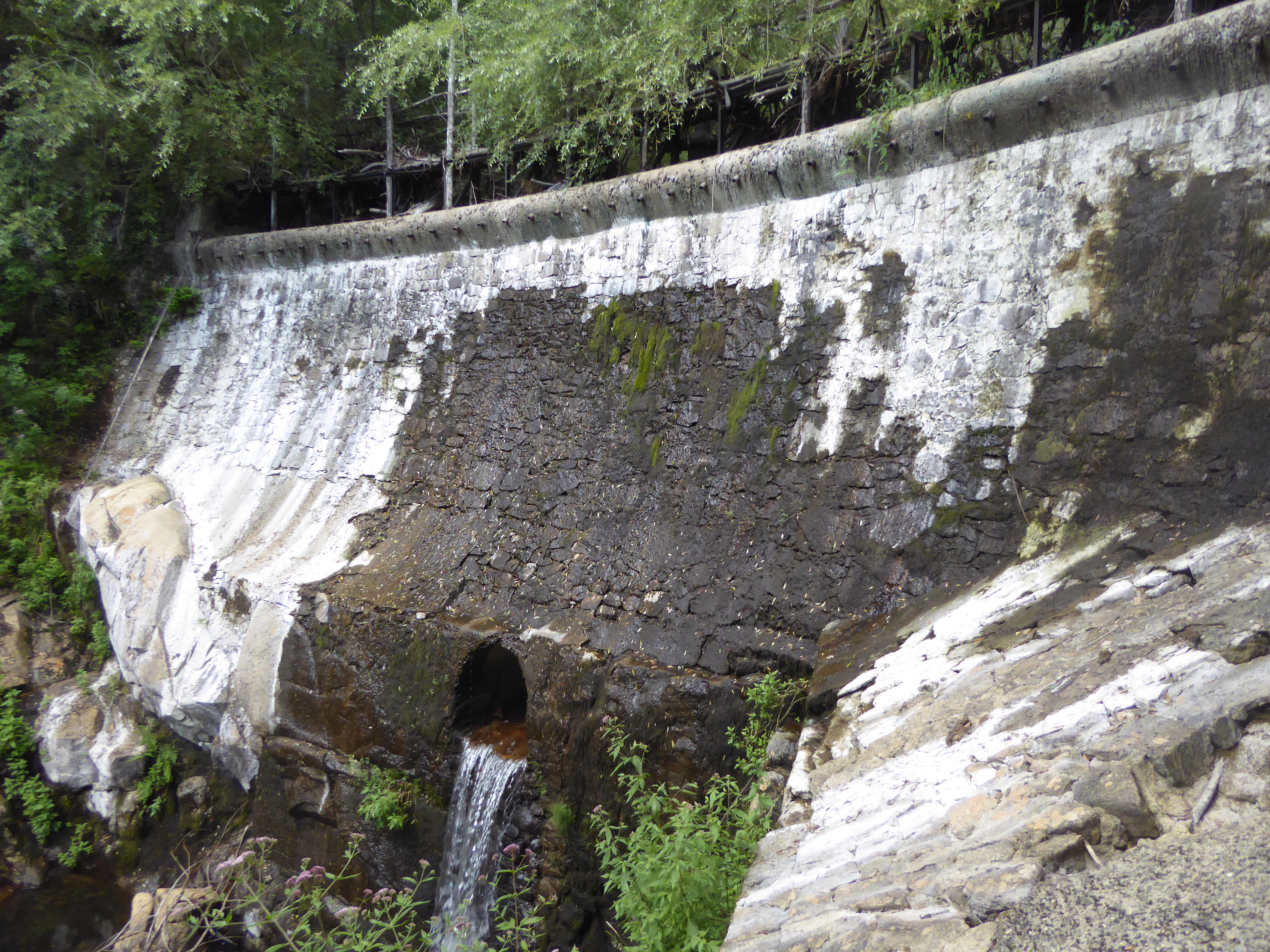
Diga Azzarera (Ferdinandea 2016)